# Escadrille SPA 3
Escadrille SPA 3 „Cigognes“ je jednou z nejstarších existujících letek letectva Francie. Vznikla v roce 1912 jako průzkumná letka BL 3 vybavená šesti letouny Blériot XI, s nimiž se v roce 1914 zapojila do první světové války. V roce 1915 byla přezbrojena na typ Morane-Saulnier L, a její označení se změnilo na MS 3. Koncem roku 1915 začala být vybavována stroji Nieuport 10 a začátkem roku 1916 i jednomístnými Nieuport 11 a v únoru bylo označení letky změněno na N 3. V té době se postupně stávala jednou z prvních leteckých jednotek specializovaných na stíhání nepřátelských strojů, a mezi jejími příslušníky se objevila některá z největších budoucích es Francouzského armádního letectva (Service aéronautique).
Ve spojení s dalšími třemi letkami se stala základem „Groupe de Combat de la Somme“ (Bojová skupina „Somme“), později známé jako „Groupe de Combat 12“ a neoficiálně přezdívané „Cigognes“ („Čápi“), podle identifikačního symbolu užívaného na letounech formace. Koncem léta 1916 byla letka přezbrojena na SPADy S.VII a její označení se na podzim změnilo na SPA 3. Pod ním bojovala až do konce války.
Po vzniku Armée de l'air jako samostatné složky ozbrojených sil Francie v roce 1933 se jednotka stala 1. letkou stíhací skupiny I/2 „Cigognes“ (Groupe de chasse I/2 „Cigognes“). V současné době je jednou z letek jejího nástupnického útvaru, stíhací peruti 1/2 „Cigognes“.